# Moskābād
Moskābād (persiska: مسک آباد, Meskābād, Moshkābād) är en ort i Iran.   Den ligger i provinsen Khorasan, i den nordöstra delen av landet, 700 km öster om huvudstaden Teheran. Moskābād ligger 1 324 meter över havet och antalet invånare är 178.
Terrängen runt Moskābād är huvudsakligen platt, men söderut är den kuperad. Terrängen runt Moskābād sluttar norrut.Runt Moskābād är det ganska glesbefolkat, med 25 invånare per kvadratkilometer. Närmaste större samhälle är Ḩasanābād-e Belher, 11,5 km sydväst om Moskābād. Omgivningarna runt Moskābād är i huvudsak ett öppet busklandskap.